# Gran Premio de España de Motociclismo de 1951
El Gran Premio de España de Motociclismo de 1951 fue la primera prueba de la temporada 1951 del Campeonato Mundial de Motociclismo. El Gran Premio se disputó el 7 y 8 de abril de 1951 en el Circuito de Montjuïch en Barcelona.

## Resultados 500cc
La carrera de 500cc estuvo marcada por un gran número de accidentes y fue ganada por Umberto Masetti, que terminó más de un minuto antes que Tommy Wood. Los otros pilotos finalistas quedaron dos o más vueltas por detrás. Solo seis corredores llegaron a la línea de meta, anotando puntos. Tommy Wood se llevó sus únicos puntos en la categoría de 500cc al quedar segundo por delante del MV Agusta de Arciso Artesiani, que tampoco anotaría más puntos esta temporada.
| Pos.    | Piloto             | Equipo     | Tiempo/Retirado | Puntos |
| ------- | ------------------ | ---------- | --------------- | ------ |
| 1       | Umberto Masetti    | Gilera     | 2h 10' 56" 22   | 8      |
| 2       | Tommy Wood         | Norton     | +1' 00" 78      | 6      |
| 3       | Arciso Artesiani   | MV Agusta  | +2 Vueltas      | 4      |
| 4       | Roger Montané      | Norton     | +2 Vueltas      | 3      |
| 5       | Carlo Bandirola    | MV Agusta  | +5 Vueltas      | 2      |
| 6       | Ernesto Vidal      | Norton     | +9 Vueltas      | 1      |
| Ret     | Fernando Aranda    | Moto Guzzi | Ret             |        |
| Ret     | Hans Stamm         | Gilera     | Ret             |        |
| Ret     | Eric Oliver        | Norton     | Ret             |        |
| Ret     | Leslie Graham      | MV Agusta  | Ret             |        |
| Ret     | Bruno Bertacchini  | MV Agusta  | Ret             |        |
| Ret     | Enrico Lorenzetti  | Moto Guzzi | Ret             |        |
| Ret     | Fergus Anderson    | Moto Guzzi | Ret             |        |
| Ret     | Nello Pagani       | Gilera     | Ret             |        |
| Ret     | Alfredo Milani     | Gilera     | Ret             |        |
| Ret     | Georges Houel      | Gilera     | Ret             |        |
| Ret     | Felice Benasedo    | Gilera     | Ret             |        |
| Ret     | Giulio Galbiati    | Moto Guzzi | Ret             |        |
| Ret     | Bill Petch         | AJS        | Ret             |        |
| Ret     | Bob Matthews       | Norton     | Ret             |        |
| Ret     | Raymond Becquevort | AJS        | Ret             |        |
| Ret     | Jack Raffeld       | AJS        | Ret             |        |
| Ret     | Werner Gerber      | Norton     | Ret             |        |
| Ret     | Julien Deronne     | Norton     | Ret             |        |
| Ret     | Bill Beevers       | Velocette  | Ret             |        |
| Ret     | Guido Leoni        | Moto Guzzi | Ret             |        |
| Fuente: |                    |            |                 |        |

## Resultados 350cc
Al igual que en la carrera de 500cc, en la carrera de 350cc solo hubo dos pilotos que compitieron por la victoria. Tommy Wood ganó con dos minutos de ventaja sobre Les Graham y los otros doce finalistas acabaron como mínimo, con una vuelta por detrás. Wood también había ganado el GP de España de 1950 en Montjuich.
| Pos. | Piloto             | Moto       | Tiempo/Retirado | Puntos |
| ---- | ------------------ | ---------- | --------------- | ------ |
| 1    | Tommy Wood         | Velocette  | 1h 36' 21"      | 8      |
| 2    | Leslie Graham      | Velocette  | +2' 30"         | 6      |
| 3    | Bill Petch         | AJS        | +1 Vuelta       | 4      |
| 4    | Fernando Aranda    | Moto Guzzi | +1 Vuelta       | 3      |
| 5    | Jack Raffeld       | Velocette  | +1 Vuelta       | 2      |
| 6    | John Grace         | Norton     | +1 Vuelta       | 1      |
| 7    | Bob Matthews       | Velocette  | +1 Vuelta       |        |
| 8    | Antonio Creus      | AJS        | +1 Vuelta       |        |
| 9    | Juan Buira         | AJS        | +1 Vuelta       |        |
| 10   | Len Parry          | Velocette  | +1 Vuelta       |        |
| 11   | Alfredo Flores     | Velocette  | +2 Vueltas      |        |
| 12   | Julián Gomar       | AJS        | +4 Vueltas      |        |
| Ret  | Javier de Ortueta  | Velocette  | Ret             |        |
| Ret  | Auguste Goffin     | Norton     | Ret             |        |
| Ret  | Georges Houel      | Moto Guzzi | Ret             |        |
| Ret  | Pierre Vervroegen  | AJS        | Ret             |        |
| Ret  | Raymond Becquevort | AJS        | Ret             |        |
| Ret  | Werner Gerber      | AJS        | Ret             |        |
| Ret  | Hermann Gablenz    | Parilla    | Ret             |        |
| Ret  | Roland Schnell     | Parilla    | Ret             |        |
| Ret  | Bill Beevers       | AJS        | Ret             |        |

## Resultados 125cc
Como era de esperar, Mondial dominó la carrera de 125cc con Guido Leoni primero y Carlo Ubbiali segundo. Notables fueron los logros de la debutante Montesa con Arturo Elizalde y Juan Soler Bultó.
| Pos. | Piloto                  | Moto        | Tiempo/Retirado | Puntos |
| ---- | ----------------------- | ----------- | --------------- | ------ |
| 1    | Guido Leoni             | FB Mondial  | 1h 11' 21" 85   | 8      |
| 2    | Carlo Ubbiali           | FB Mondial  | +04" 62         | 6      |
| 3    | Vittorio Zanzi          | Moto Morini | +8" 96          | 4      |
| 4    | Raffaele Alberti        | FB Mondial  | +1' 50" 15      | 3      |
| 5    | Juan Soler Bultó        | Montesa     | +3' 00" 72      | 2      |
| 6    | Arturo Elizalde         | Montesa     | +3' 40" 42      | 1      |
| 7    | Dirk Renooy             | Eysink      | +1 Vuelta       |        |
| 8    | Antonius H. van Zutphen | Eysink      | +1 Vuelta       |        |
| 9    | Antonie Heinemann       | Eysink      | +1 Vuelta       |        |
| 10   | Setroc                  | MV Agusta   | +1 Vuelta       |        |
| 11   | Gianfranco Zanzi        | FB Mondial  | +2 Vueltas      |        |
| 12   | Jacques Vaqué           | MV Agusta   | +2 Vueltas      |        |
| Ret  | Alfonso Milà            | Montesa     | Ret             |        |
| Ret  | Luigi Zinzani           | Moto Morini | Ret             |        |
| Ret  | Paul Feurstein          | Puch        | Ret             |        |
| Ret  | Leopoldo Milà           | Montesa     | Ret             |        |
| Ret  | Tommy Wood              | Moto Morini | Ret             |        |
| Ret  | Claude Soulet           | MV Agusta   | Ret             |        |
| Ret  | Gaston Gaury            | Morini      | Ret             |        |
| Ret  | Dario Ambrosini         | Mondial     | Ret             |        |
| Ret  | Luigi Zinzani           | Morini      | Ret             |        |
| Ret  | Dante Lambertini        | Morini      | Ret             |        |
| Ret  | Denis Jenkinson         | Montesa     | Ret             |        |
| Ret  | Werner Gerber           | Puch        | Ret             |        |
| Ret  | Felice Benasedo         | MV Agusta   | Ret             |        |
| Ret  | Renato Magi             | MV Agusta   | Ret             |        |
| Ret  | Franco Bertoni          | MV Agusta   | Ret             |        |
| Ret  | Carlo Bandirola         | MV Agusta   | Ret             |        |
| Ret  | Paul Feuerstein         | Puch        | Ret             |        |
| Ret  | Mario Carando           | Alpha       | Ret             |        |